# Thomas A. Szlezák

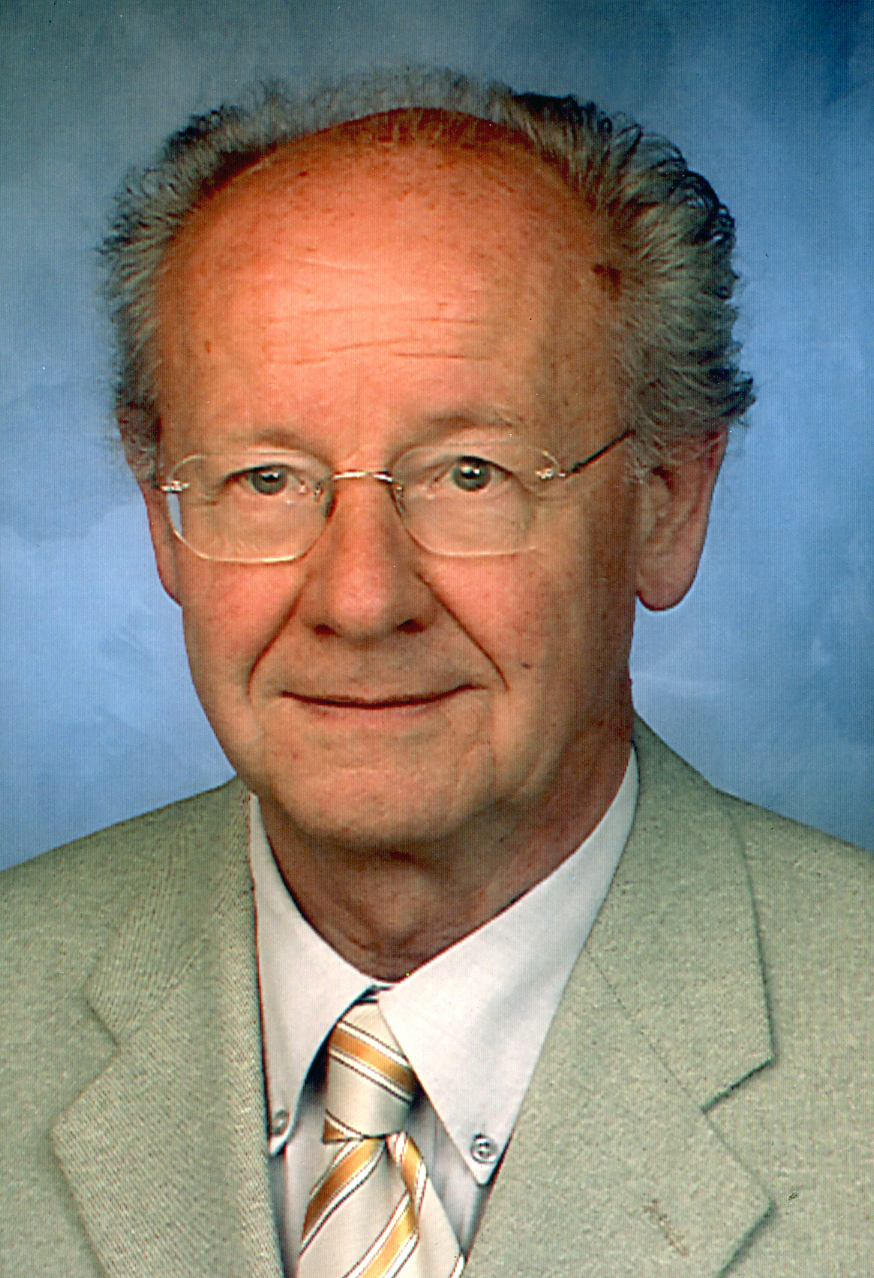
Thomas Alexander Szlezák

Thomas Alexander Szlezák (ur. 12 lipca 1940 w Budapeszcie, zm. 18 października 2023) – niemiecki filolog klasyczny i historyk filozofii. Na Uniwersytecie w Tybindze stworzył Platonschule, ośrodek badań nad filozofią Platona. Głosił potrzebę studiowania „nauk niepisanych” Platona, jego filozofii ezoterycznej.
Współpracował z Giovanni Reale, historykiem filozofii z Mediolanu.

## Publikacje
- Pseudo-Archytas über die Kategorien. Texte zur griechischen Aristoteles-Exegese. De Gruyter, Berlin, New York 1972.
- Platon und Aristoteles in der Nus-Lehre Plotins. Schwabe, Basel-Stuttgart 1979.
- Platon und die Schriftlichkeit der Philosophie. Interpretationen zu den frühen und mittleren Dialogen. De Gruyter, Berlin-New York 1985.
- Platon lesen. frommann-holzboog, Stuttgart 1993. Przekład polski Piotra Domańskiego Czytanie Platona, Wyd. IFiS PAN, Warszawa 1997.
- Forma dialogu a ezoteryka. O interpretacji platońskiego dialogu „Fajdros”, Przegląd Filozoficzny 3 (1997).
- Ustna dialektyka a pisemna zabawa: „Fajdros”, Przegląd Filozoficzny”, 26, 1998.
- Uwagi na temat dyskusji wokół ustnej filozofii Platona. Przegląd Filozoficzny 2000 nr 4.
- Polis - Arche - Adikia, Meander 2/2000.
- Die Idee des Guten in Platons Politeia. Beobachtungen zu den mittleren Büchern (= Lecturae Platonis 3). Academia-Verlag, Sankt Augustin 2003.
- Idea dobra jako arche w „Politei” Platona, Roczniki Filozoficzne, nr 1, 2003.
- Aristoteles, Metaphysik. Übersetzung und Einleitung. Akademie-Verlag, Berlin 2003.
- Das Bild des Dialektikers in Platons späten Dialogen. Platon und die Schriftlichkeit der Philosophie. Teil II. De Gruyter, Berlin-New York 2004.
- O nowej interpretacji platońskich dialogów (wyboru artykułów dokonała Joanna Gwiazdecka, przełożył Piotr Domański), Wyd. ANTYK, Kęty 2004.
- Was Europa den Griechen verdankt. Von den Grundlagen unserer Kultur in der griechischen Antike. Mohr Siebeck/UTB, Tübingen 2010.
- O zwykłej niechęci wobec agrapha dogmata, Peitho. Examina Antiqua, 1 (1), 2010.
- Platon und die Pythagoreer, „Perspektiven der Philosophie”, 37, 2011.
- Homer oder Die Geburt der abendländischen Dichtung. C.H. Beck, München 2012, ISBN 978-3-406-63729-2.
- The Dokounta of the Platonic Dialectician., Peitho. Examina Antiqua, 6(1), 2015.
- Platon. C.H. Beck Verlag, München 2021.